# Uniforme de la selección de fútbol de México
Al momento de disputarte los primeros duelos de una selección nacional, es decir hacia finales de 1923, no era habitual el uso de los colores de la bandera para fines de vestimenta. En un principio y en homenaje a la selección española, el representativo mexicano adoptó el tono rojo que luego cambió a guinda (con un bies blanco en la camiseta), los pantaloncillos y las calcetas negros. Para el Torneo olímpico de Ámsterdam 1928 se cambió el pantaloncillo por uno blanco. El único cambio en esta vestimenta para Uruguay 1930 fue el retorno del short negro.
Los colores del uniforme actual provienen de la bandera nacional (por lo que al equipo se le conoce como el Tri, debido a sus tres colores), camiseta verde, shorts blancos y calcetas rojas (en algunos partidos las calcetas han sido blancas e incluso los pantaloncillos han sido verdes). Sin embargo, tan tradicional vestimenta, no comenzó a ser utilizada sino hasta el Campeonato Panamericano 1956, esto como un intento de alentar la identidad nacional a jugadores y afición, ligándolos con el uniforme del equipo mexicano. Por necesidad en competencias internacionales, se tuvo que buscar un segundo uniforme; por ello, se rescató el guinda en la década de los ochenta y se sustituyó con el blanco. Fue hasta 1984 en que cambió el tono de las calcetas, de verde a rojo, naciendo con ello el equipo Tricolor, un mote aceptado rápidamente por la afición.
Ciertamente, los tonos verdes y los modelos variaron durante sesenta años, pero nunca se abandonó el color que identifica a la selección mexicana de fútbol e incluso a todas sus análogas con límite de edad y en la categoría femenil, así como a las delegaciones de otras disciplinas deportivas.
En un intento de recordar la original vestimenta, en el año 2001 la marca que vestía a la selección en ese momento, Atlética, decidió crear un tercer uniforme con los mismos colores que el de antaño. Desde 2002 la marca estadounidense Nike vistió al plantel de la selección mexicana hasta 2006, y desde 2007 la marca alemana Adidas se encarga de la vestimenta de la selección mexicana, proponiendo, a partir de 2010 un uniforme alternativo completamente negro.
El primer logotipo en el uniforme de la selección fue un escudo formado por dos círculos concéntricos, en el primero, a manera de marco, contenía la palabra México en la parte inferior, y en la superior los tres colores de la bandera; en tanto en el segundo círculo aparecía la silueta de la versión porfirista del escudo nacional (el águila de frente con las alas recogidas), este símbolo se usó en los primeros cotejos internacionales en 1923 y en el Torneo olímpico de Ámsterdam 1928. En la Copa del Mundo de Uruguay 1930 se presentó con un escudo heráldico tipo francés medieval, dividido en tres partes iguales con los colores verde, blanco y rojo, mientras en la parte superior tenía un rectángulo negro con la palabra México en letras blancas; dicho distintivo llegó a tener en ocasiones el escudo nacional entre 1958 y 1978. 
En 1984 durante la preparación para la Copa del Mundo México 1986 apareció por primera vez el tradicional escudo de la Federación Mexicana de Fútbol, que usaba desde su fundación en 1922, este, salvo algunos cambios en tonalidades y adaptaciones (como la del balón), siempre había sido el mismo. Consistía en un águila de perfil que se encuentra parada en una pata sobre la «Piedra del Sol» (conocida erróneamente como «calendario azteca»), el cual tiene delante de si un balón y esta flanqueada por dos semicírculos, uno verde y otro rojo. Estas tres figuras estaban rodeadas por un cintillo dorado a manera de semicírculo, con una inscripción que reproducía la razón social de la Federación. 
El 30 de noviembre de 2021 fue presentado el nuevo diseño del logotipo de la selección, desligándola del escudo federativo. Este consistiría en una figura minimalista que incluye un águila con las alas plegadas, erguida en una pata sobre el balón y dentro de un círculo, detrás de ella la silueta de uno de los anillos de la Piedra del sol y debajo la palabra México, integrados en todos los componentes los colores patrios.

## Evolución del uniforme

### Local
| 1928 | 1930 | 1950 1954 | 1958 | 1962 | 1966 | 1970 | \| 1978 \| | 1981-1982 | 1983-1985 |  |
| 1978 |      |           |      |      |      |      |            |           |           |  |

| 1986-1987 | 1988-1990 | 1990-1991 | 1991 | 1991-1994 | 1994 | 1995 | 1996-1998 | 1997-1998 | 1998 |  |

| 1999-2000 |  | 2000-2001 | 2001-2002 | 2002 | 2003 | 2003-2004 | 2004-2005 | 2006 | 2007 | 2008-2009 |  |

| 2010-2011 | 2011-2013 | 2013- 2014 | 2015-2016 | 2016-2017 | 2017- 2018 | 2019 |  | 2021-2022 |  | 2022-2024 |  | 2024 |  |

### Visitante
| 1950 | 1958 | 1962 | 1966 México 68 | México 70 | 1978 | 1983-1986 | 1986-1990 | 1990-1991 |  |

| 1991-1992 | 1992-1993 | 1994 | 1995 |  | 1996-1998 | 1996-1998 | 1996-1998 | 1998 | 1999-2000 | 2000 |

| 2001-2002 | 2002 | 2003-2004 | 2004 - 2006 | 2006 | 2007 | 2008 - 2009 | 2010 | 2011 - 2013 | Copa Confederaciones 2013 |

| 2014-2015 | 2015 - 2017 | 2018-2019 |  | 2020-2022 | 2022-2024 | 2024 |  |

### Porteros
| Portero 1 1930 | Portero 1 1950 1958 | Portero 1 1954 | Portero 1 1958 (vs Suecia) | Portero 1 1962 | Portero 1 1966 | Portero 1 1970 | Portero 2 1970 (vs Bélgica) | Portero 3 1970 (vs El Salvador) | Portero 1 1978 |

| Portero 2 1978 | Portero 3 1978 | Portero 1 1986 | Portero 2 1986 | Portero 3 1986 | Portero 4 1986 | Portero 1 1990 (vs Bélgica) | Portero 1 1993 (vs Argentina) | Portero 2 1993 | Portero 3 1993 |

| Portero 4 1993 (vs Sudáfrica) | Portero 1 1994 (vs Bulgaria) | Portero 2 1994 (vs Italia) | Portero 2 1994 (vs Irlanda) | Portero 4 1994 (vs Noruega) | Portero 1 1995 | Portero 2 1995 | Portero 4 1995 (Navarro) | Portero 5 1995 (Pérez) |

| Portero 1 1995 | Portero 2 1995 | Portero 3 1995 (Pérez) | Portero 1 1996 | Portero 1 1997 | Portero 2 1997 | Portero 2 1996 | Portero 3 1997 (Campos, vs EUA) | Portero 1 1997 |

| Portero 2 1997 | Portero 1 1998 | Portero 2 1998 | Portero 1 1998 (vs Corea del Sur) | Portero 2 1998 (vs Bélgica) | Portero 2.1 1998 (vs Holanda) | Portero 3 1998 (vs Alemania) | Portero 1 Copa América y Copa Confederaciones 1999 | Portero 2 1999 |

| Portero 3 1999 | Portero 4 1999 (Ríos) | Portero 5 1999 (Pérez) | Portero 1 2000-01 (Sanchez) | Portero 2 2000-01 | Portero 3 2000-01 | Portero 4 2000-01 (Campos) | Portero 1 2001-2002 | Portero 2 2001-2002 |

| Portero 3 2001-2002 | Portero 4 2001 | Portero 3 2001 (Campos, vs Honduras) | Portero 1 2001- 2002 | Portero 2 2001- 2002 | Portero 3 2001- 2002 | Portero 2 2003 | Portero 3 2003 | Portero 2004-2005 |

| 2006 vs Portugal | 2006 vs Argentina | Portero 2006 | Portero 1 2007 | Portero 2007 | 2007 vs Argentina | 2009 vs Costa Rica | Portero 2 2008-2009 | Portero 2008-2009 |

|  | Portero 2008 | Portero 1 2010 | Portero 2 2010 | Portero 3 2010 | Portero 1 2011-2013 | Portero 2 2011-2013 | Portero 3 2011-2013 | Portero 4 2013 |

| Portero 1 2013- 2014 | Portero 2 2014 | Portero 3 2014 | Portero 1 2015-2016 | Portero 3 2015-2016 | Portero 1 2017 |

| Portero 1 2018-2019 | Portero 3 2018 | Portero 1 2019 | Portero 1 2020-2021 | Portero 2 2022 |

## Proveedores y patrocinadores
Selección Absoluta 
| Logo | Proveedor | Período       |
| ---- | --------- | ------------- |
|      | Levi's    | 1978 - 1979   |
|      | Pony      | 1980 - 1983   |
|      | Adidas    | 1984 - 1990   |
|      | Umbro     | 1991 - 1994   |
|      | Aba Sport | 1995 - 1998   |
|      | Garcis    | 1999 - 2000   |
|      | Atlética  | 2000 - 2002   |
|      | Nike      | 2003 - 2006   |
|      | Adidas    | 2007-presente |